# 문창동
문창동(文昌洞)은 대전광역시 중구에 속한 동으로 대전천변에 위치하여 있다. 동쪽으로는 대전천을 경계로 동구 효동과 접하여 있고, 북동쪽으로는 대흥동, 남으로는 석교동, 서로는 부사동과 접한다.

## 역사
문창동의 옛 이름은 서동 혹은 서정으로 1946년 문창동이라는 이름이 지어졌다. 해방전에는 보문산에서 흘러내려온 물과 대전천이 합류하는 지점에 비옥한 논이 많았다고 전해져 온다. 대전역과 가까워 일찍이 상업이 발달하였으며, 지금은 대부분이 주거지역이다. 문창1동에는 방앗간이 있어 연자방앗골로 불렸고, 문창2동에는 물레방아가 있어 물레방앗골로 불렸다. 1960년 상업지역이 문창시장으로 불리기 시작하였다.

## 교육
- 문창초등학교